# Міст Понятовського
Міст Понятовського (Понятовскєґо) міст (пол. most Poniatowskiego) — міст у Варшаві над Віслою. Вперше був збудований в 1904-1914 роках, але знищений під час Першої і Другої Світових Війн, міст знову був реконструйований і відкритий 22 липня 1946 року. 
Початково названий III мостом, (хоча офіційно російськими владами йменувавася Миколаївським на честь імператора Миколи II) міст був продовженням Єрусалимських Алей. В 1915 міст був підірваний відступаючою російською армією.
Після отримання незалежності, міст перейменували на честь польського князя Юзефа Понятовського, а в 1921-1926 відбудували. В другий раз міст був знищений німецькими військами в 1944, і в 1946 році відбудований в останній раз.
У 1963-1960 роках дорогу на мості розширили і поклали трамвайні рейки.

## Галерея

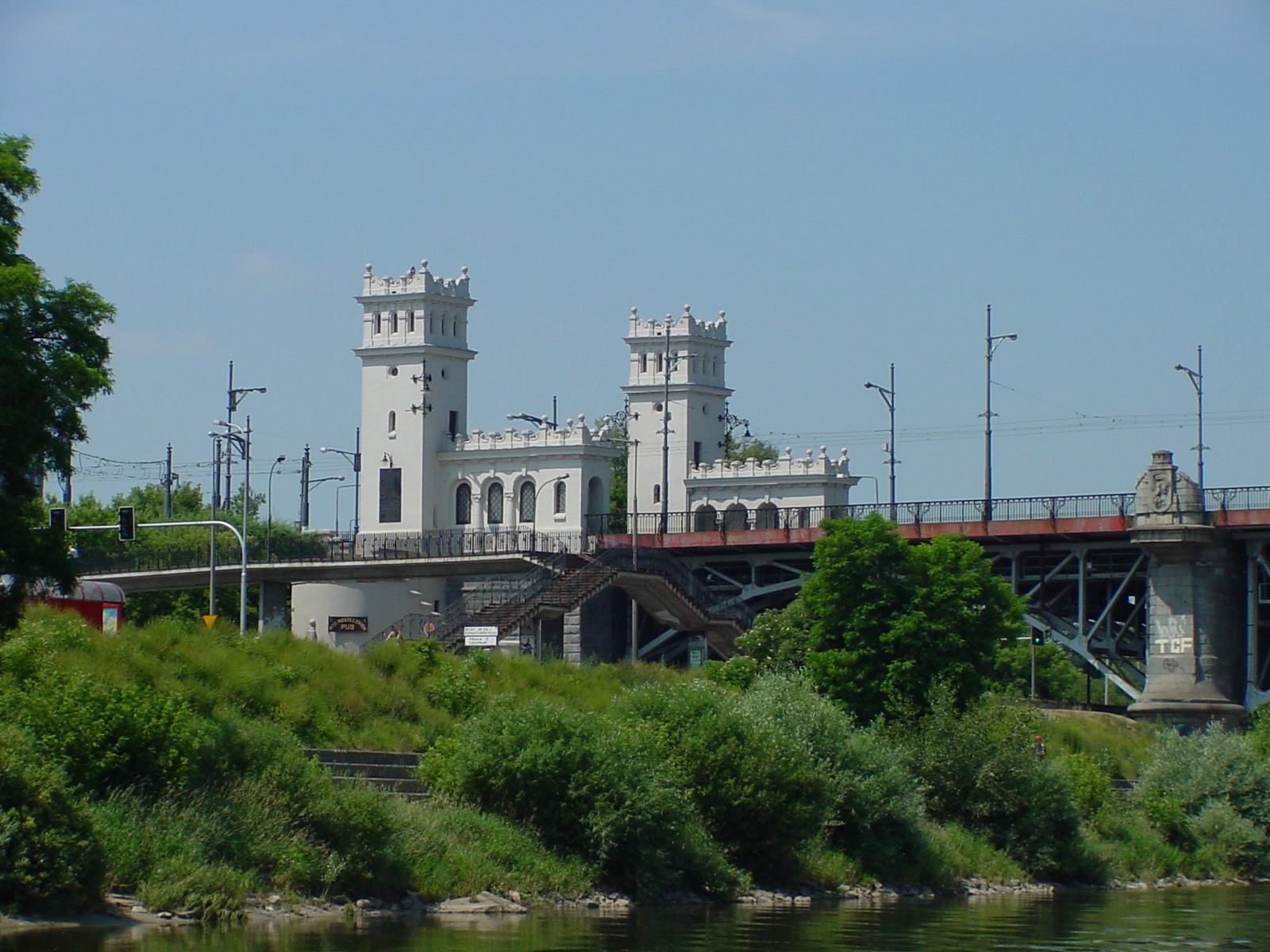
Вежі мосту
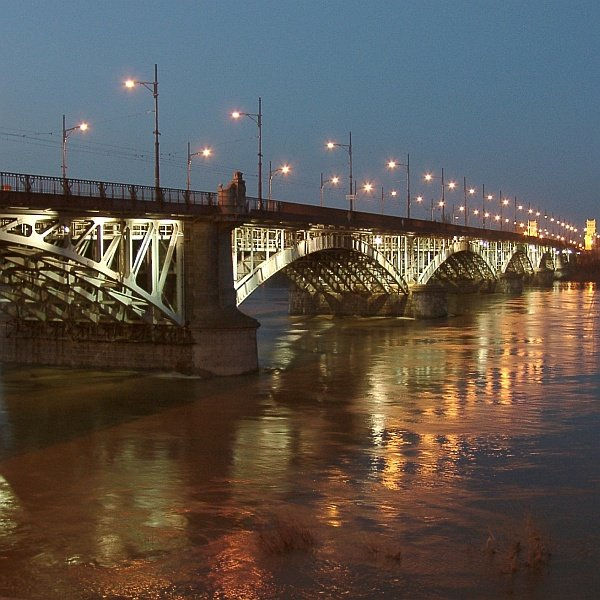
Міст вночі
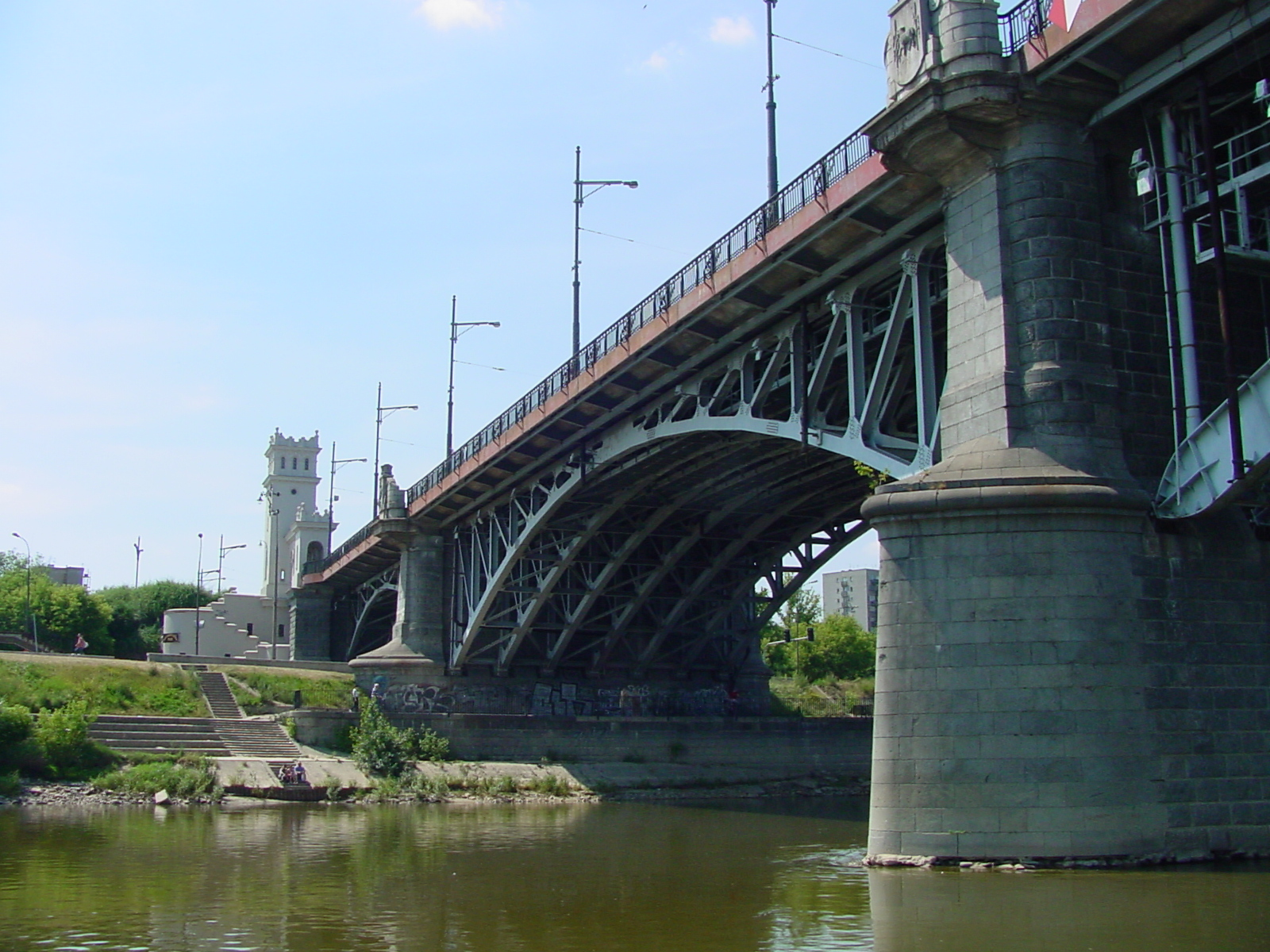
Під мостом
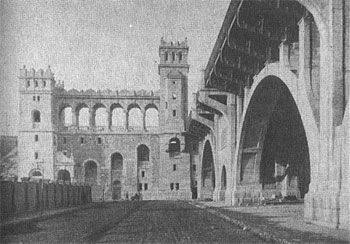
Міст Понятовського в 1914 році
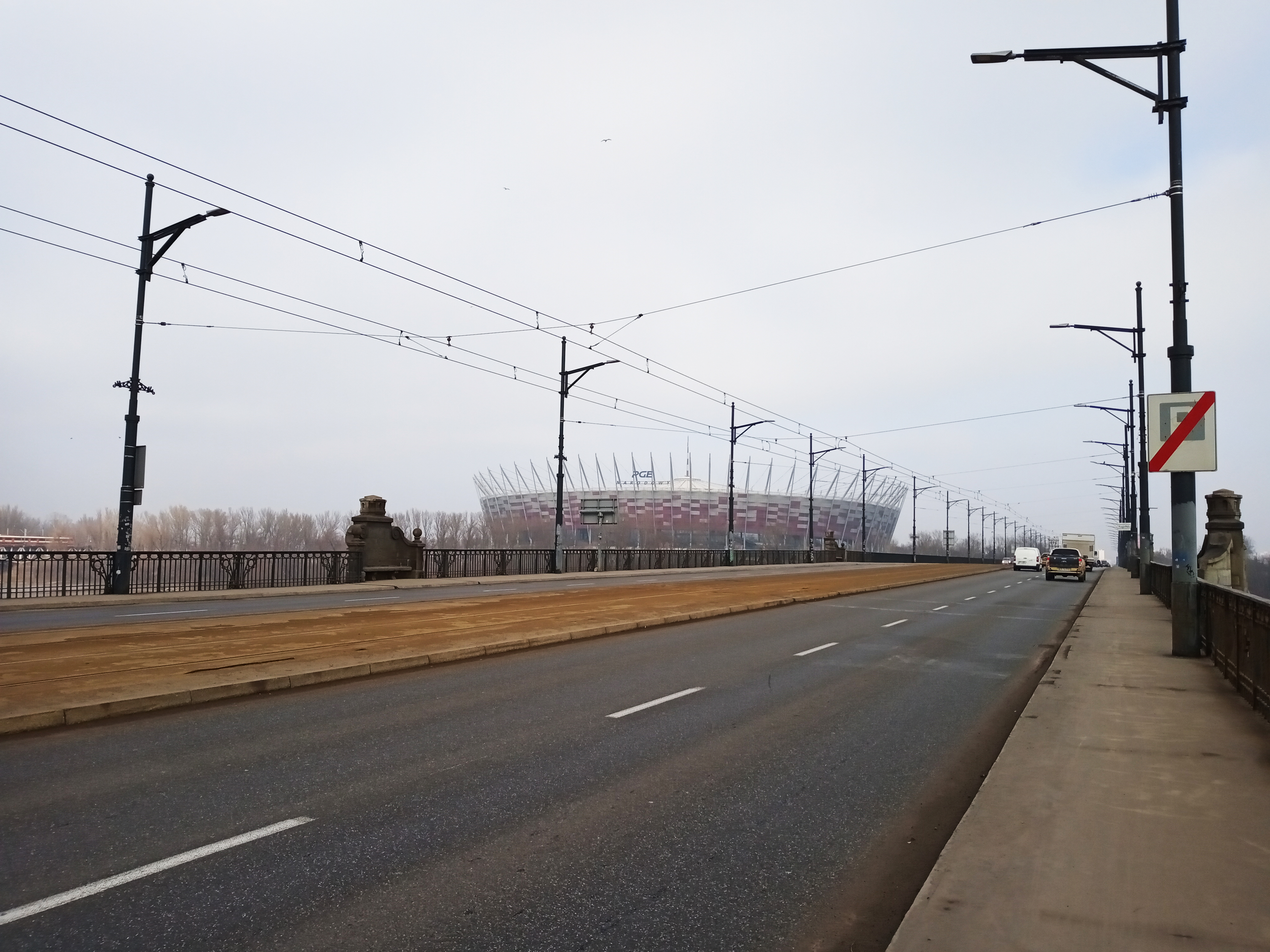
Міст у напрямку правого берега Вісли